# Beeveria distichophylloides
Beeveria distichophylloides är en bladmossart som beskrevs av Allan James Fife 1992. Beeveria distichophylloides ingår i släktet Beeveria och familjen Hookeriaceae. Inga underarter finns listade i Catalogue of Life.